# エイドリアン・ギブズ・ブルック
エイドリアン・ギブズ・ブルック（Adrian Gibbs Brook、1924年5月21日 - 2013年7月10日）は、カナダの化学者。トロント大学名誉教授。ブルック転位でその名を知られている。

## 経歴
1947年にトロント大学を卒業後、同大学でオキシ水銀化に関する博士研究をジョージ・F・ライト（George F. Wright）の指導の下で開始し、1950年に学位を取得した。1950年から1951年、サスカチュワン大学で講師を務めた。1951年から1953年にはインペリアル・カレッジ・ロンドン（パトリック・リンドステッド教授）、その後アイオワ州立大学（ヘンリー・ギルマン教授）で研究を行った。
1953年に講師としてトロント大学に戻ると、1956年にアシスタント・プロフェッサー、1960年に准教授、1962年に化学の教授となった。
1977年にカナダ王立協会フェローに選出された。

## 受賞歴
- 1973年: ケイ素化学におけるフレデリック・スタンリー・キッピング賞
- 1985年: カナダ化学会メダル（英語版）
- 1994年: アイザック・ウォルトン・キラム記念賞（英語版）